# FAQ Bregenzerwald
FAQ Bregenzerwald es un foro social con carácter de festival. Ofrece conferencias y discusiones, conciertos y experiencias culinarias en lugares poco comunes en la región de Bregenzerwald, Vorarlberg en Austria.

## Filosofía
En FAQ Bregenzerwald se tratan las preguntas más frecuentes. Algunas preguntas han existido por décadas, pero las respuestas están cambiando constantemente. Algunas preguntas se refieren al futuro, mientras que otras están muy actuales. Lo que todas las preguntas tienen en común es su relevancia social, por lo que afectan a todos - directa o indirectamente, personal o profesionalmente. Gente de negocios, arte, artesanía, medios, filosofía y muchos otros campos son invitados y entrevistados - sin esperar respuestas definitivas. Este enfoque deliberadamente abierto e interdisciplinario conduce a una variedad de ideas y pensamientos a partir de los cuales el público puede - posiblemente - generar sus propias respuestas.

## Edición 2020
Responsabilidad, solidaridad e igualdad de derechos, movilidad y consumo, son algunos de los temas en los que se centra la FAQ de Bregenzerwald en este quinto año. ¿Qué es más importante: la libertad del individuo o el bienestar del colectivo? ¿Hay un género más fuerte? ¿Cuánto necesitamos realmente? Estas y otras preguntas relacionadas son el foco de las charlas, conferencias y discusiones. El tema principal de los talleres es "Salud mental". Tratan con preguntas sobre el equilibrio mental: ¿Qué es bueno para mí? ¿Qué es lo que realmente necesito? ¿Cómo puedo superar los tiempos difíciles? Doris Dörrie introduce el arte de la escritura. El entrenador de voz y profesional del habla Christian Reiner muestra cómo hacer que su voz sea escuchada. Con el chef Jodok Dietrich y el maestro carpintero Martin Bereuter, los participantes hacen vasijas de madera a mano y hacen queso crema. La experta en hierbas Elisabeth Breidenbrücker y la bloguera de alimentos Eva Fischer muestran los valiosos poderes que viven en las plantas y hierbas. Los economistas del comportamiento Johannes Scherrer y Wilhelm Schmid explican cómo hacemos y por qué hacemos lo que hacemos. Otros invitados en 2020 serán la bióloga conductual Elisabeth Oberzaucher (ganadora del Premio Ig Nobel de Matemáticas en 2015), el investigador sobre la pobreza Martin Schenk, los periodistas Juan Moreno y Euke Frank, el artista de cabaret Hosea Ratschiller, la escritora Monika Helfer y el cocinero premiado Martin Kilga. En el programa musical participarán, entre otros, Garish, Attwenger y Philipp Lingg. Los moderadores son Zita Bereuter, Christian Seiler, Alexandra Föderl-Schmid, Gerold Riedmann y Armin Wolf. A pesar de Covid-19, el festival va celebrará también en el 2020.

## Ediciones anteriores
De 2016 a 2019 se han invitado a muchas personas de diversos ámbitos a participar en el FAQ, entre ellos:
David Schalko, Armin Wolf, Michael Landau, Verena Rößbacher, James Baron, Joep Beving, Alexandra Föderl-Schmid, Verena Ringler, Zita Bereuter, Barbara Blaha, Ingrid Brodnig, Matthias Strolz, Manuel Rubey, Julya Rabinowich, y muchos más.